# أكيليل
إمدوس، كورونللا أو الأُكَيليل أو إمْرُوس أو كورونلة (الاسم العلمي: Coronilla) هي جنس من النباتات يتبع الفصيلة البقولية من رتبة الفوليات.